# Wanda Hawley
Wanda Hawley (30 de juliol de 1895 – 18 de març de 1963) fou una actriu cinematogràfica de nacionalitat nord-americana, activa en l'època del cinema mut. Es va iniciar com a actriu teatral formant part d'una companyia d'afeccionats a Seattle, viatjant després en gira pels Estats Units i el Canadà com a cantant. Va actuar al costat de Rodolfo Valentino en el film de The Young Rajah, i va aconseguir el reconeixement actuant en diferents produccions dirigides per Cecil B. DeMille i Sam Wood.

## Biografia
El seu veritable nom era Selma Wanda Pittack, i va néixer a Scranton, Pennsilvània, encara que quan ella era una nena es va mudar amb la seva família a Seattle, Washington, ciutat en la qual va ser educada.
El seu debut a la pantalla es va produir amb Fox Film Corporation i, després de vuit mesos actuant per a ells, es va sumar a Famous Players-Lasky, companyia per la qual va ser primera actriu en Mr. Fix-It (1918), cinta protagonitzada per Douglas Fairbanks. L'any 1916 s'havia casat amb Allen Burton Hawley, adoptant a partir de llavors el cognom d'ell com a seu artístic.
Al llarg de la seva carrera va poder actuar amb actors com William S. Hart, Charles Ray, Bryant Washburn i Wallace Reid, entre d'altres. No obstant això, l'arribada del cinema sonor va posar fi a la carrera de Hawley.
Wanda hawley va morir l'any 1963, als 67 anys, a Los Angeles, Califòrnia. Va ser enterrada en el Cementiri Hollywood Forever, a Hollywood.

## Filmografia completa
- The Derelict, de Carl Harbaugh (1917)
- The Broadway Sport, de Carl Harbaugh (1917)
- This Is the Life, de Raoul Walsh (1917)
- The Heart of a Lion, de Frank Lloyd (1917)
- Cupid's Roundup, de Edward LeSaint (1918)
- Cheating the Public, de Richard Stanton (1918)
- The Wall Invisible, de Bernard Durning (1918)
- Mr. Fix-It, de Allan Dwan (1918)
- Old Wives for New, de Cecil B. DeMille (1918)
- We Can't Have Everything, de Cecil B. DeMille (1918)
- A Pair of Silk Stockings, de Walter Edwards (1918)
- The Border Wireless, de William S. Hart (1918)
- The Gypsy Trail, de Walter Edwards (1918)
- The Way of a Man with a Maid, de Donald Crisp (1918)
- Peg o' My Heart, de William C. deMille (1919)
- The Poor Boob, de Donald Crisp (1919)
- Greased Lightning, de Jerome Storm (1919)
- For Better, for Worse, de Cecil B. DeMille (1919)
- Virtuous Sinners de Emmett J. Flynn (1919)
- You're Fired, de James Cruze (1919)
- Secret Service, de Hugh Ford (1919)
- Told in the Hills, de George Melford (1919)
- The Lottery Man, de James Cruze (1919)
- Everywoman, de George Melford (1919)
- The Tree of Knowledge, de William C. de Mille (1920)
- Double Speed, de Sam Wood (1920)
- The Six Best Cellars, de Donald Crisp (1920)
- Mrs. Temple's Telegram, de James Cruze (1920)
- Miss Hobbs, de Donald Crisp (1920)
- Food for Scandal, de James Cruze (1920)
- Held by the Enemy, de Donald Crisp (1920)
- Her Beloved Villain, de Sam Wood (1920)
- Her First Elopement, de Sam Wood (1920)
- The Snob, de Sam Wood (1921)
- The Outside Woman (1921)
- The House That Jazz Built, de Penrhyn Stanlaws (1921)
- Her Sturdy Oak, de Thomas N. Heffron (1921)
- A Kiss in Time, de Thomas N. Heffron (1921)
- The Affairs of Anatol, de Cecil B. DeMille (1921)
- Her Face Value, de Thomas N. Heffron (1921)
- The Love Charm, de Thomas N. Heffron (1921)
- Too Much Wife, de Thomas N. Heffron (1921)
- Bobbed Hair, de Thomas N. Heffron (1922)
- The Truthful Liar, de Thomas N. Heffron (1922)
- The Woman Who Walked Alone, de George Melford (1922)
- Burning Sands, de George Melford (1922)
- The Young Rajah, de Phil Rosen (1922)
- Thirty Days, de James Cruze (1922)
- Nobody's Money, de Wallace Worsley (1923)
- Brass Commandments, de Lynn Reynolds (1923)
- Mary of the Movies, de John McDermott (1923)
- Masters of Men, de David Smith (1923)
- Fires of Fate, de Tom Terriss (1923)
- Lights of London, de C.C. Calvert (1923)
- The Man from Brodney's, de David Smith (1923)
- Bread, de Victor Schertzinger (1924)
- The Desert Sheik, de Tom Terriss (1924)
- Reckless Romance, de Scott Sidney (1924)
- The Man Who Played Square, de Alfred Santell (1925)
- Flying Fool, de Frank S. Mattison (1925)
- Let Women Alone, de Paul Powell (1925)
- Barriers Burned Away, de W. S. Van Dyke (1925)
- Smouldering Fires, de Clarence Brown (1925)
- Who Cares, de David Kirkland (1925)
- Stop Flirting, de Scott Sidney (1925)
- The Wizard of Oz, de Larry Semon (1925)
- Graustark, de Dimitri Buchowetzki (1925)
- American Pluck, de Richard Stanton (1925)
- The Unnamed Woman, de Harry O. Hoyt (1925)
- A Desperate Moment, de Jack Dawn (1926)
- The Midnight Limited, de Oscar Apfel (1926)
- Pirates of the Sky, de Charles Andrews (1926)
- The Combat, de Lynn Reynolds (1926)
- Hearts and Spangles, de Frank O'Connor (1926)
- The Last Alarm, de Oscar Apfel (1926)
- Men of the Night, de Albert S. Rogell (1926)
- The Midnight Message, de Paul Hurst (1926)
- The Smoke Eaters, de Charles J. Hunt i Charles Hutchison (1926)
- Whom Shall I Marry (1926)
- The Eyes of the Totem, de W. S. Van Dyke (1927)
- Her Husband's Women, de Leslie Pearce (1929)
- Trails of the Golden West, de Leander De Cordova (1931)
- Pueblo Terror, de Alan James (1931)
- The Crooked Road, de Luis King (1932)